# 글래디스 나이트
글래디스 마리아 나이트(영어: Gladys Maria Knight, 1944년 5월 28일 ~ )는 미국의 가수이다.